# Font-rubí
Font-rubí ist eine katalanische Gemeinde in der Provinz Barcelona im Nordosten Spaniens. Sie liegt in der Comarca Alt Penedès.

## Geschichte
Der geschichtliche Ursprung der Gemeinde ist die bereits 983 beurkundete gräfliche Burg von Font-rubí auf dem Puig de Castellot (791 m). Er diente der Überwachung eines nahegelegenen Passes zwischen der Hochebene der Segarra und der Ebene des Penedès.
Die Burg wurde in der Folge des Spanischen Erbfolgekriegs (1701–1714) zerstört.
Während des Spanischen Bürgerkriegs (1936–1939) wurde die Gemeinde vorübergehend Guardiola del Penedès genannt.

## Partnergemeinde
- Rieux-Volvestre im Département Haute-Garonne, Frankreich